# Leste

Em grená, o este, leste, levante, nascente ou oriente na rosa dos ventos

Leste (do francês: l'est), este (do anglo-saxão east, através do francês est), oriente, nascente ou levante, símbolo L ou E, é um dos quatro pontos cardeais da rosa dos ventos. Está situado à direita do observador que está voltado para o norte. Também pode ser definido como o ponto da esfera celeste que está situado do lado do nascer dos astros, sendo a interseção do primeiro vertical com o horizonte real. É a direção onde o Sol nasce num equinócio.